# Libnotes immaculipennis
Libnotes immaculipennis är en tvåvingeart som beskrevs av Ronald A. Senior-White 1922. Libnotes immaculipennis ingår i släktet Libnotes och familjen småharkrankar. Inga underarter finns listade i Catalogue of Life.